# 日本宝くじ協会

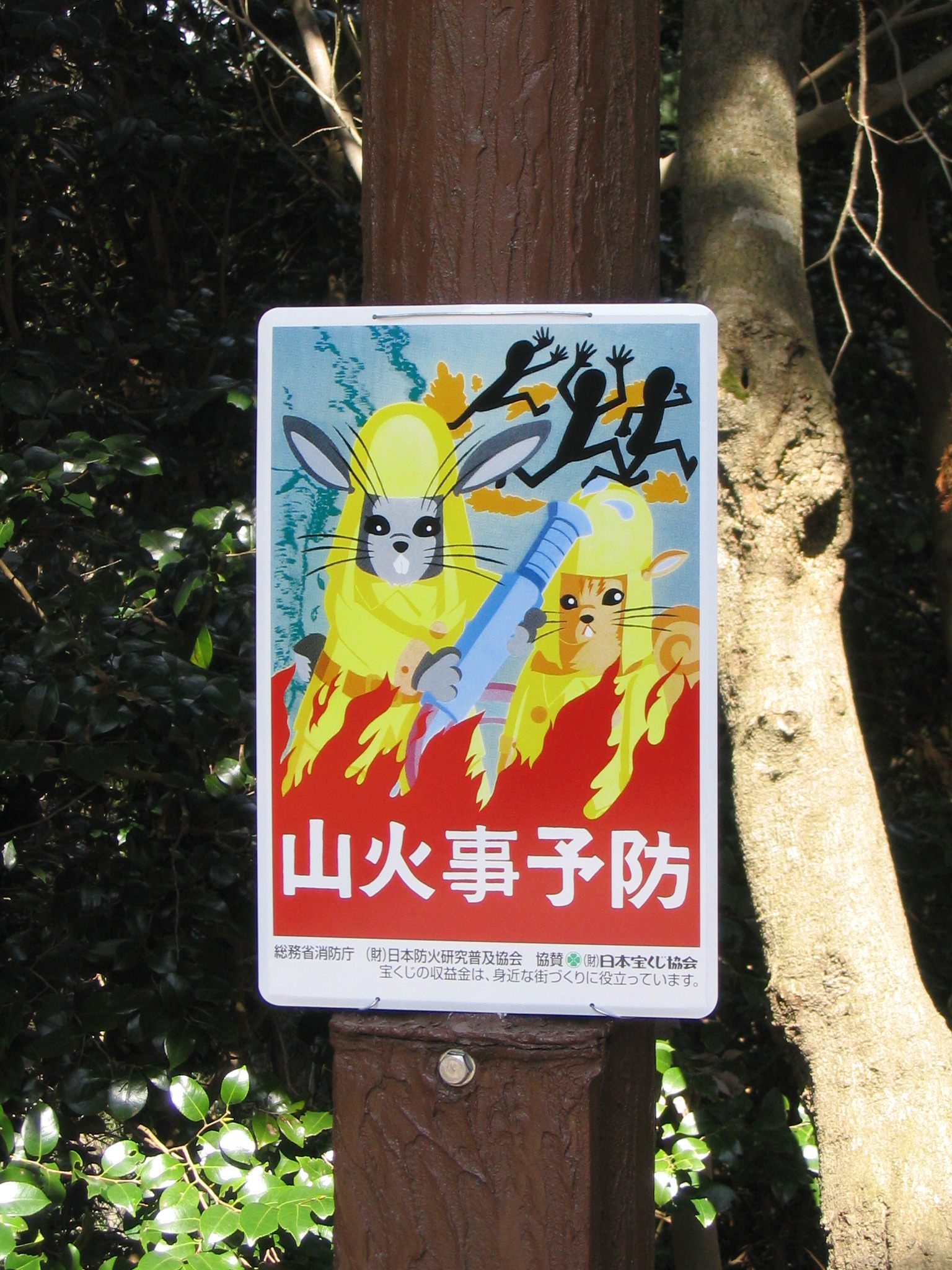
宝くじの収益金は街づくりに役立てられている。

一般財団法人日本宝くじ協会（にほんたからくじきょうかい）は、地方公共団体が発売する宝くじ（自治宝くじ）に関する調査研究、普及宣伝に関する事業を主たる目的として設立された、一般財団法人。元総務省所管。1964年（昭和39年）4月1日設立。

## 概要
収入は宝くじの収益金の中から普及宣伝の受託事業という形で配分されるものが大半であり、これらを基に自治宝くじに関する普及宣伝を目的とした社会福祉事業・社会教育事業等に対する助成を行っており、「宝くじ号」として社会福祉法人などへの特種用途自動車の寄贈や公営鉄道・第三セクター鉄道への鉄道車両の寄贈を行うことでも知られている。
数字選択式全国自治宝くじ（ナンバーズ・ミニロト・ロト6・ロト7・ビンゴ5）の抽選会場としても知られる宝くじ普及宣伝施設「宝くじドリーム館」（東京宝くじドリーム館・東京都中央区京橋、大阪宝くじドリーム館・大阪市浪速区湊町（OCAT内））の管理運営も行っている。

## 事業仕分け
2010年5月21日、日本宝くじ協会の行っている「宝くじの普及宣伝の事業」が自治総合センターの「普及広報活動」、全国市町村振興協会の「市町村振興事業に対する助成事業」「市町村振興宝くじ販売促進事業」と共に行政刷新会議の事業仕分けの対象となり、宝くじの収益のうち一定の割合が委託宣伝費として自動的に財団に割り当てられている制度の不透明性や、天下りで就任した財団役員に高額な報酬が支払われている点を指摘した上で、事業仕分けワークグループとして事業廃止の方向性が打ち出された。